# 原武城隍庙
原武城隍庙位于中华人民共和国河南省新乡市原阳县原武镇东街，始建于明洪武二年（1369年）。原武城隍庙坐北朝南，总建筑面积596.2平方米，现存有前殿、中殿、拜殿、大殿，均为硬山灰瓦砖木结构，大殿、拜殿建于明洪武二年，具元代建筑风格；前殿、中殿建于明崇祯年间。庙内尚存明清石刻20余通。2019年10月7日公布为第八批全国重点文物保护单位。